# قبضان
قَبْضان نوع من الدلاّع يكون منه أظفار الطيب.